# District de Shahdol
Le district de Shahdol  (hindi : शहडोल जिला) est un district  de l'état du Madhya Pradesh, en Inde,

## Géographie
Au recensement de 2011, sa population compte 1 564 989 habitants.
Son chef-lieu est la ville de Shahdol. 